# کولیک (آریزونا)
کولیک (به انگلیسی: Choulic) یک منطقهٔ مسکونی در ایالات متحده آمریکا است که در آریزونا واقع شده‌است. کولیک ۷۶۰ متر بالاتر از سطح دریا واقع شده‌است.